# Ilgar Ibrahimoglu
Ilgar Ibrahimoglu (* 5. November 1973 in Baku, Aserbaidschanische SSR) ist ein schiitischer Mullah und war Vorbeter der Juma-Moschee in der Innenstadt von Baku, Aserbaidschan. Seine religiösen Ansichten verhalfen ihm zum unfreiwilligen Titel „Muqtada al-Sadr von Aserbaidschan“.

## Leben
Ibrahimoglu studierte islamische Theologie in Qom, anschließend verbrachte er Studienzeit in Polen. Nach den Präsidentschaftswahlen in Aserbaidschan 2003 wurde er inhaftiert und ihm jegliche religiöse Betätigung untersagt. Ibrahimoglu gründete nach seiner Freilassung das DEVAMM („Zentrum für den Schutz religiöser Freiheit“), eine Organisation, die sich – nach eigenen Angaben – für Menschenrechte einsetzt. Auf der Agenda des DEVAMM stand zuerst die Abschaffung des Kopftuchverbots für Frauen auf aserbaidschanischen Pässen. Für die Regierung in Aserbaidschan ist Ibrahimoglu „ein Problem“, da er den Bezug und die religiöse Nähe zu Iran hat.
Da Aserbaidschan trotz der schiitischen Mehrheit keinen Ajatollah besitzt, die „Islamische Partei von Aserbaidschan“ unter dessen Führer Movsum Samadov im Jahre 1995 verboten wurde, ist der Rang eines Vorbeters (Imam) die höchste Institution für Schiiten im Lande. Ibrahimoglu ist in der Liste der 500 einflussreichsten Muslime weltweit aufgeführt.